# 金沢神社
金沢神社（かなざわじんじゃ）は、石川県金沢市に鎮座する神社。菅原道真を主祭神とする。江戸時代後期から明治時代初期に流行した藩祖を祀った神社のひとつ。金澤神社とも表記する。兼六園に隣接している。

## 歴史
寛政6年（1794年）、加賀藩11代藩主前田治脩が藩校明倫堂を建てた際にその鎮守社として、学問の神であり、また前田家の祖先ともされる菅原道真を奉斎する神社を創建したのに始まる。
兼六園を整備する際に明倫堂は別の地に移転したが、神社はそのまま残され、12代藩主前田斉広が建てた竹沢御殿の鎮守社とされて竹沢御殿御鎮守天満宮と称した。神社には、災難除けの神である白蛇竜神、交通安全の神である琴平大神、商売繁盛の神である白阿紫稲荷大明神も合わせて祀り、歴代の藩主が兼六園を散策する際に藩内の繁栄と平和を祈願した。
神社への参拝は、明治以前は4月25日と9月25日の例祭の日に城下の婦女子にのみ許されていた。1874年（明治7年）の兼六園の一般開放にあわせて自由に参拝が出来るようになった。1876年（明治9年）に金沢神社に改称した。
災難除けの神である白蛇竜神の御神体は雄雌一対となっており、1体は当社に、もう1体は金沢城の御殿にて代々の藩主の奥方によって奉斉されていたが、1946年（昭和21年）に当社に移された。また、商売繁盛の神である白阿紫稲荷大明神は明治維新の後、前田家が東京に移住する時にその邸内に遷座されたが、後に旧藩士の懇願によって再び当社に戻されている。
学問の神である菅原道真を祀った神社の中でも金沢市の市街地に最も近く藩校の鎮守であったという経緯もあって毎年受験シーズンには、数多くの受験生が参拝に集まる。2004年（平成16年）には、本殿および拝殿が国の登録有形文化財として登録された。

## 祭神
- 主祭神 - 菅原道真公
- 相殿神 - 白蛇竜神、琴平大神、前田斉広公（12代藩主）、前田斉泰公（13代藩主）

## 境内
- 本殿（国登録有形文化財）
- 拝殿（国登録有形文化財）
- 社務所
- 白阿紫稲荷大明神
- 神輿堂
- 神門（隋身門） - 1993年（平成5年）に再建。
- 金城霊沢 - 金沢という地名のルーツである。
- 鳳凰山 - 竹沢御殿と共に作られた築山の一つ。
- 板屋神社遥拝所 - 板屋兵四郎をまつる板屋神社の遥拝所。
- いぼとり石

## 文化財
- 本殿（国登録有形文化財）
- 拝殿（国登録有形文化財）